# Spaarbankboekje

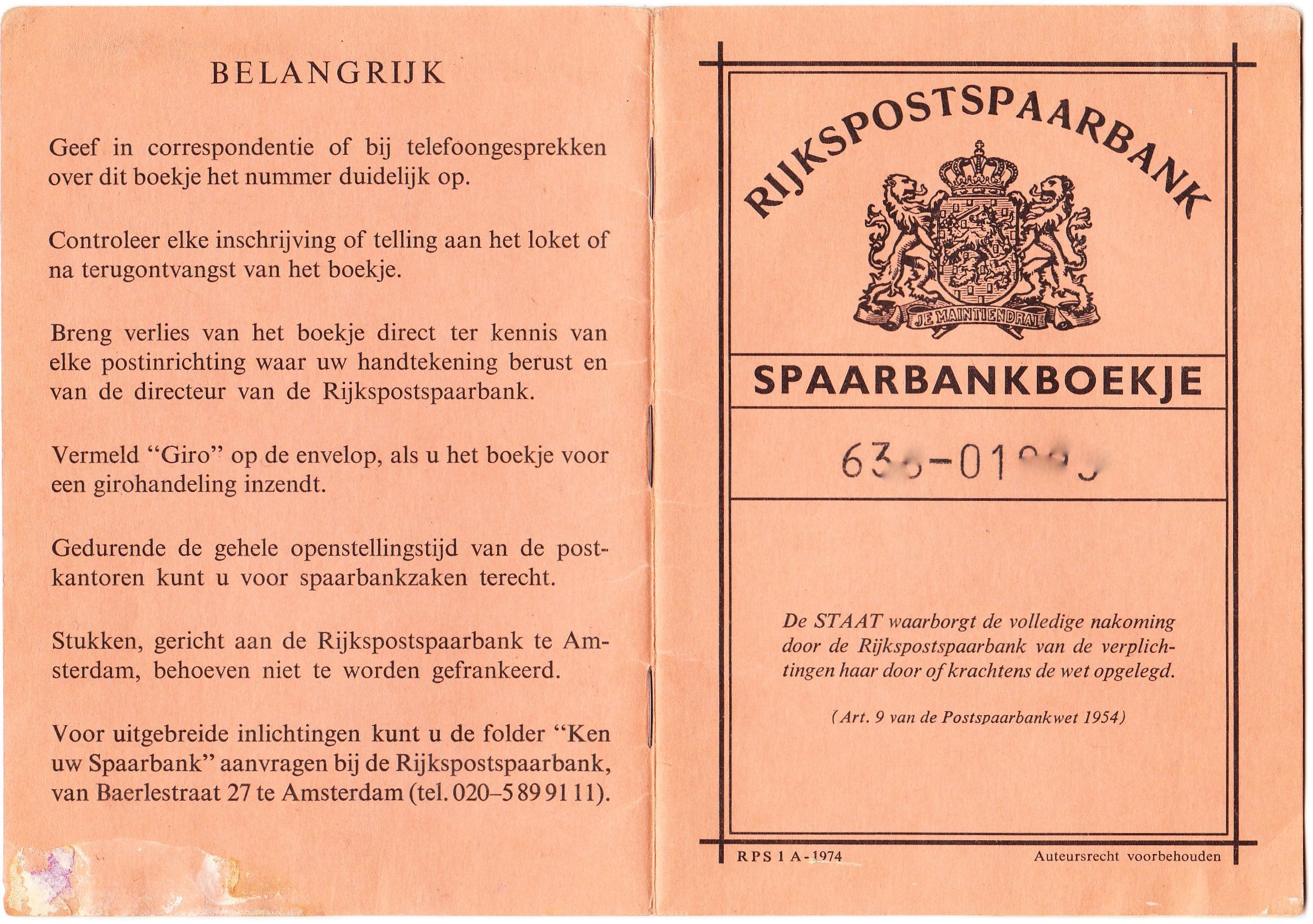
De omslag van een Nederlands spaarbankboekje.

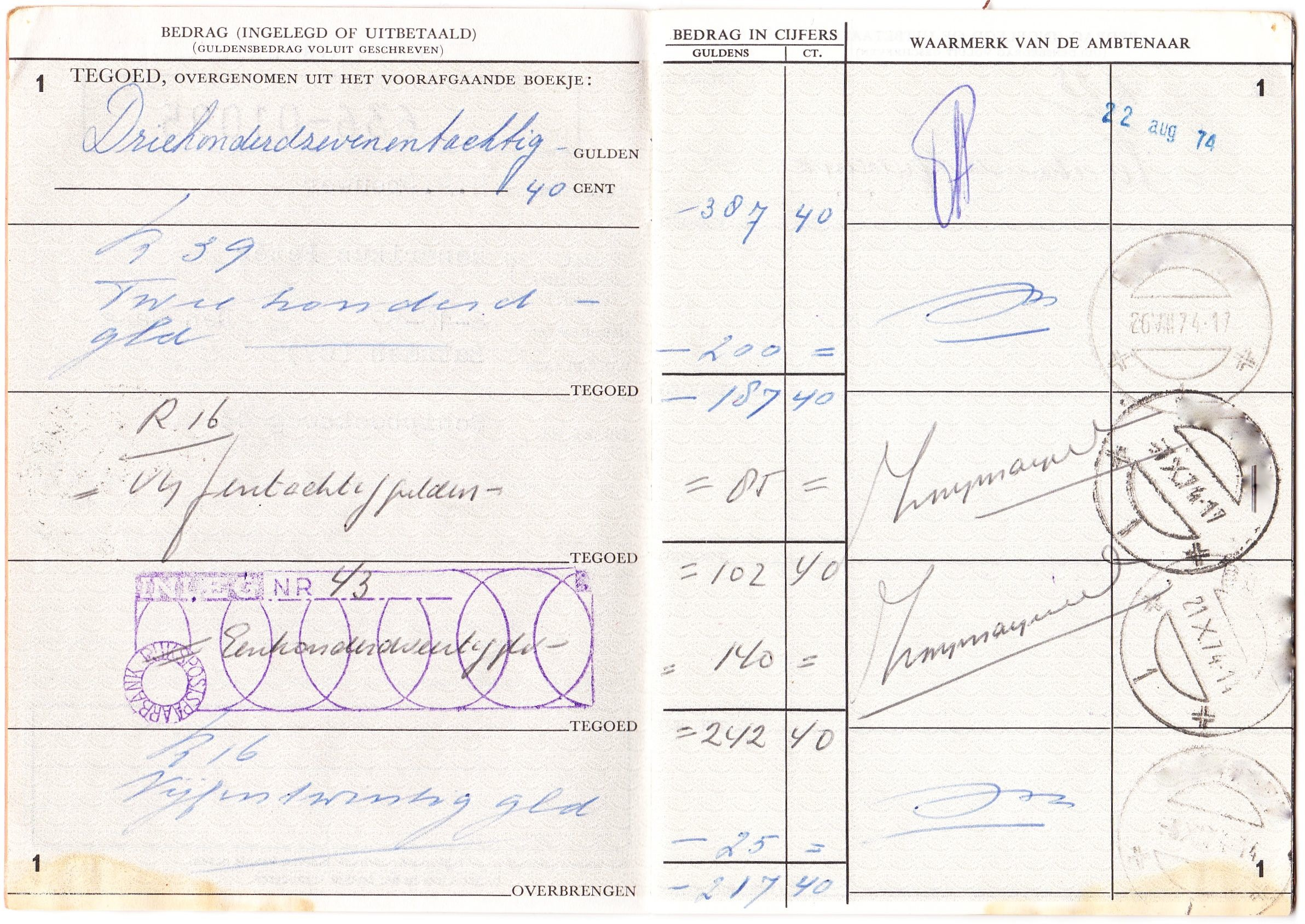
Bij- en afschrijvingen.

Een spaarbankboekje is een inmiddels in onbruik geraakte vorm van een spaarrekening. 
In het boekje werd het saldo van de spaarrekening bijgehouden. Voor elke opname of storting moest het boekje mee naar de spaarbank worden genomen, waar het bedrag handmatig dan wel via een veredelde typemachine werd bij- of afgeschreven in het boekje. Jaarlijks moest het boekje ook naar de bank worden gebracht of opgestuurd teneinde rente bij te laten schrijven. In de loop der jaren wisselde de hoogte van de rente en deze kon uiteenlopen van 10% tot vrijwel nihil of zelfs negatief. Ook bestond er een systeem dat bij elke handeling een slip in het boekje werd geplakt dat met de pen of typemachine en later de computer werd ingevuld. De vorige slip werd dan met een stempel ongeldig gemaakt. Later bestond de mogelijkheid het hele boekje in de computer in te voeren waarbij de bij en afschrijvingen in het boekje horizontaal werden geprint.   
Het spaarbankboekje kwam in trek toen het hebben van een bankrekening nog niet vanzelfsprekend was, en de meeste mensen geen rekening-courant hadden. In die tijd werden lonen bijvoorbeeld contant uitbetaald. Veel mensen waren huiverig dat hun geld zou verdwijnen op een bank, en het spaarbankboekje maakte het "tastbaar".
Doordat deze vorm van sparen voor de bank bewerkelijk en dus duur was en doordat het hebben van een bankrekening voor iedereen gewoon werd, is deze vorm van sparen in onbruik geraakt. Het spaarbankboekje werd geleidelijk vervangen door een spaarrekening waarbij men afschriften ontving en het internetbankieren heeft de laatste impuls gegeven voor het verdwijnen van het spaarbankboekje.
Onderstaand een enveloppe met inlegkaart ten behoeve van het spaarbankboekje.

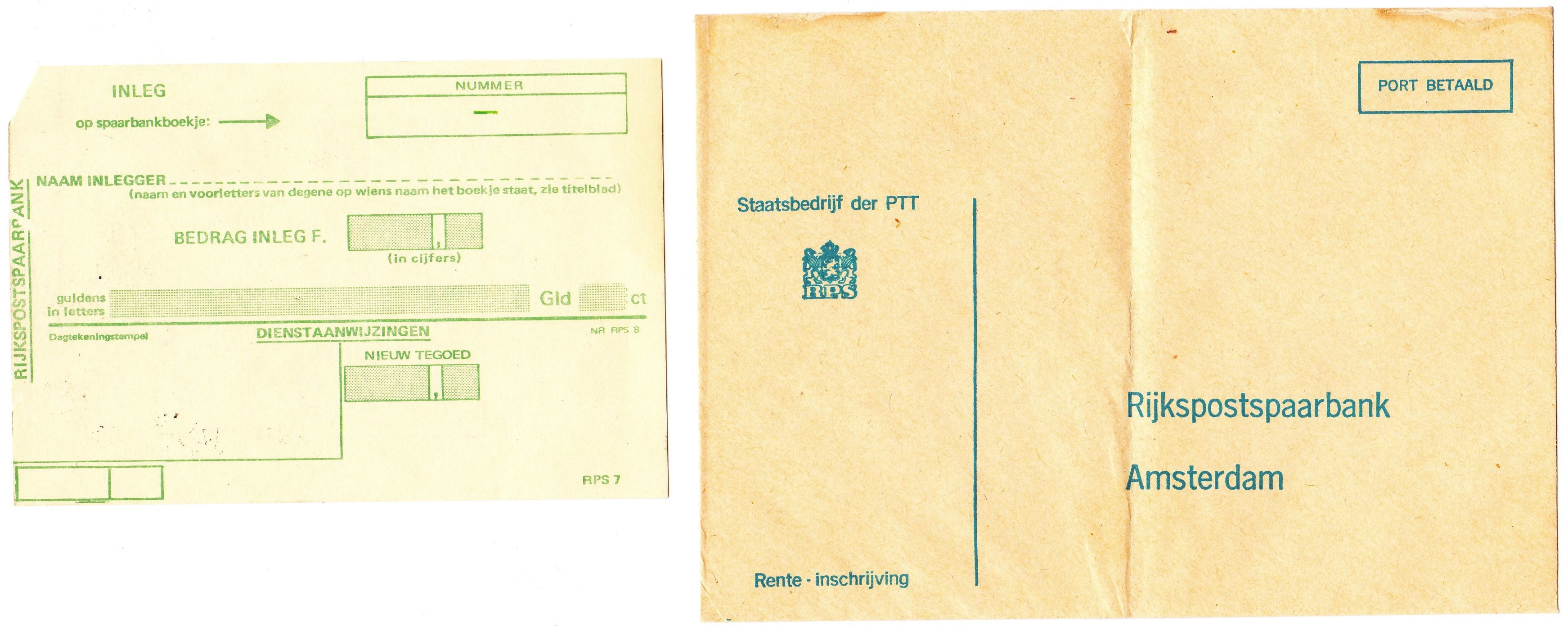
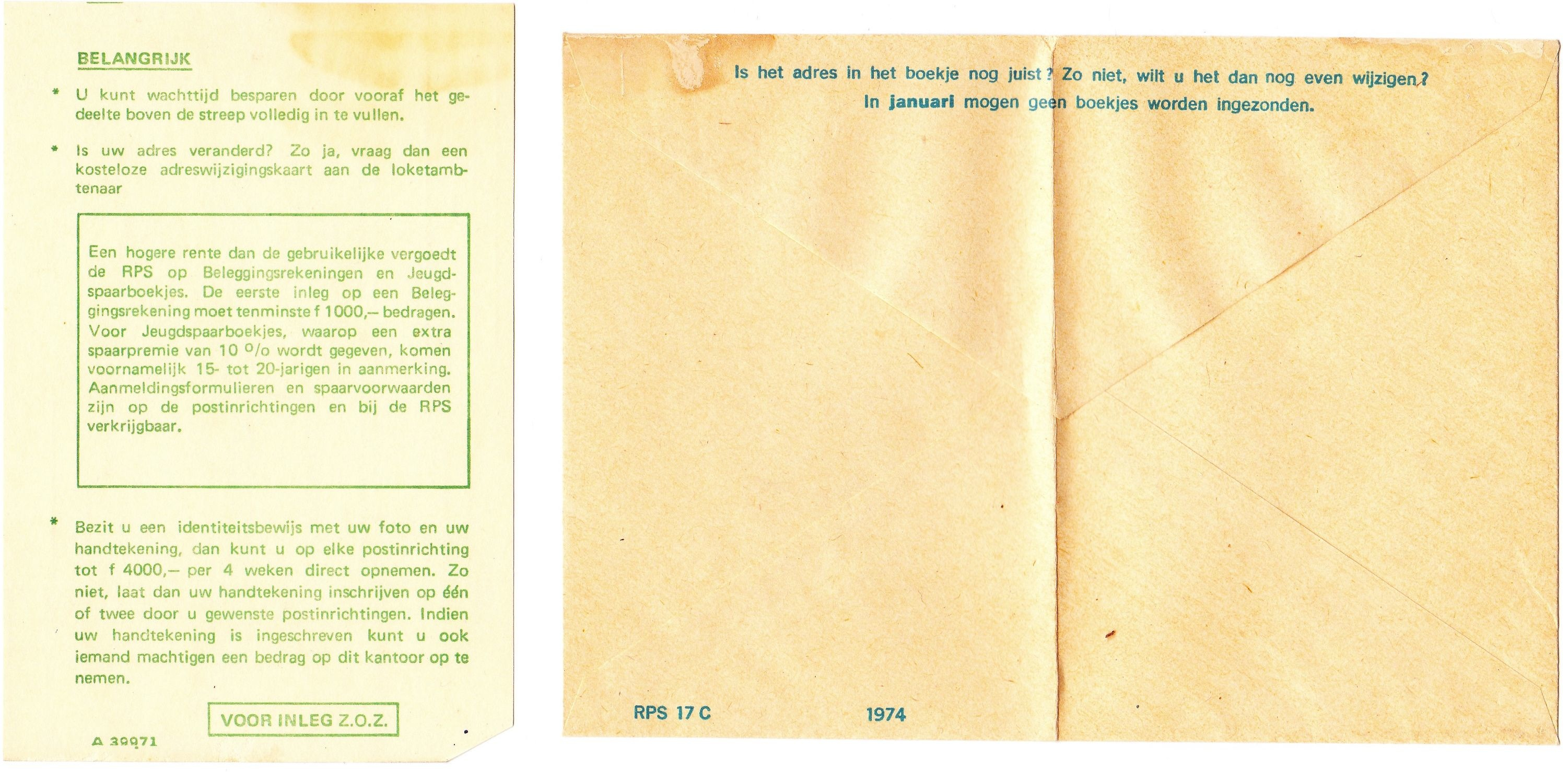

In Japan bestaat het bank account passbook nog wel, een combinatie van een bankboekje en een bankpas.